# Ciudad Hidalgo (Chiapas)
Ciudad Hidalgo est une ville de l'état du Chiapas au Mexique.
C'est la ville située la plus au sud du Mexique, à la frontière avec le Guatemala. En 2010, la population était de 14 606 habitants.